# Técnicas Reunidas
Técnicas Reunidas, (IBEXC: TRE) es una empresa multinacional española especializada en ingeniería y construcción de infraestructuras para el sector del petróleo y del gas. La empresa cotiza en el Mercado Continuo Español y hasta junio de 2019 formó parte del IBEX 35.

## Actividades

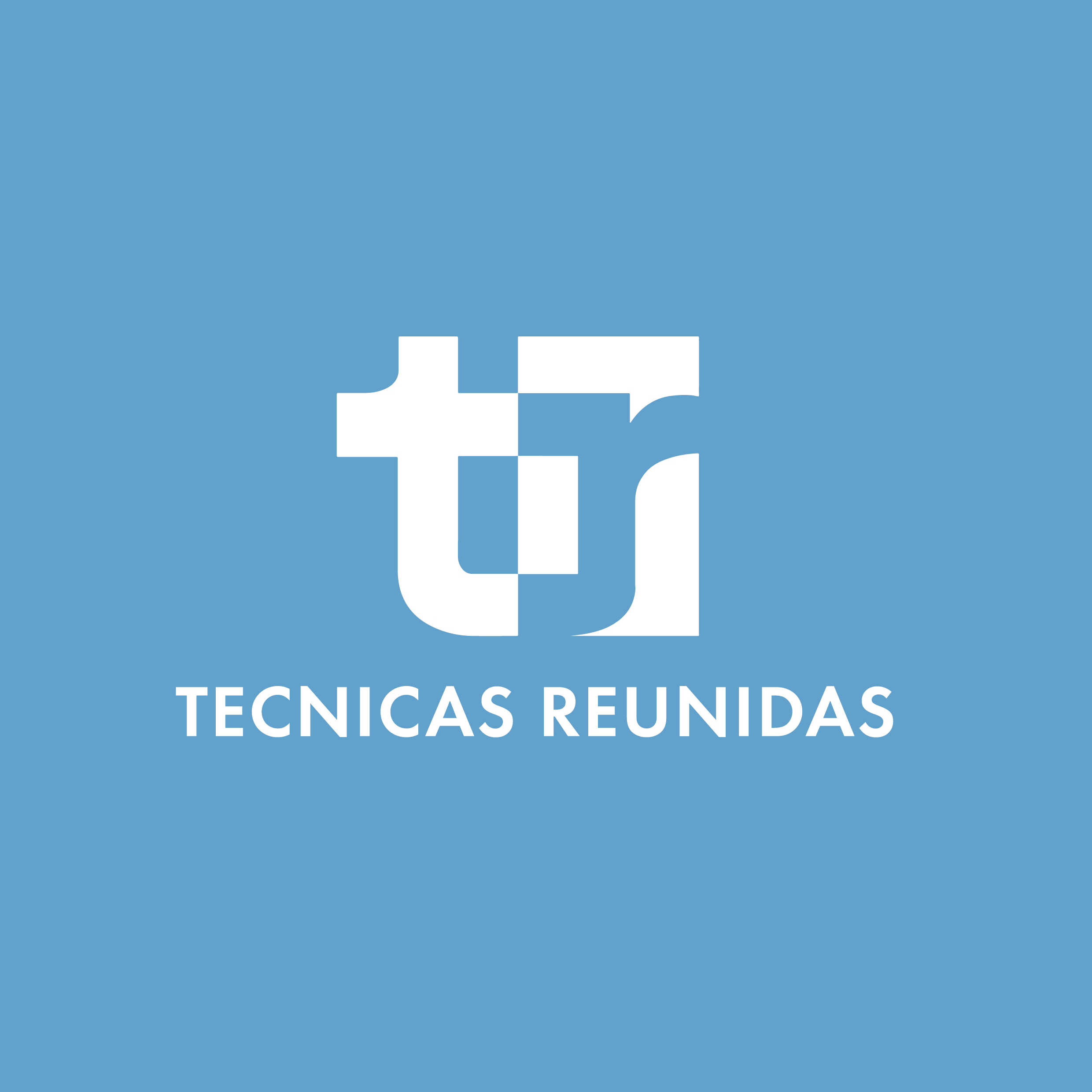

La actividad de Técnicas Reunidas puede dividirse en cuatro grandes áreas: refino y petroquímica; producción y gas natural; energía; e infraestructuras. Como complemento de estas áreas también se dedica al desarrollo de tecnologías avanzadas y de patentes para diferentes procesos industriales.

## Historia
Los antecedentes de Técnicas Reunidas datan de 1959, cuando como resultado de la asociación entre varios empresarios españoles y la compañía de ingeniería norteamericana The Lummus Company resulta la creación de Lummus Española, S.A.
En 1963, Técnicas Reunidas realizó su primera refinería completa en España, iniciando así su trayectoria como especialista en unidades de refino.
En 1968, ejecutó la refinería de Luján de Cuyo (Argentina) para Yacimientos Petrolíferos Fiscales, SA, siendo su primer proyecto en el extranjero.
En 1972 la sociedad absorbió Tecniresa, adoptando la denominación social actual y pasando a ser una compañía de capital privado español.
A partir de los años 80, bajo la dirección de Álvaro García-Agulló Lladó y presidencia de José Lladó Fernández-Urrutia, se produce una gran expansión internacional, y en la actualidad, desarrolla la mayor parte de su actividad fuera de España, fundamentalmente en los países de Oriente Medio, Latinoamérica, Extremo Oriente y área del Mediterráneo (principalmente norte de África y Turquía).
En 2022, durante la pandemia de COVID-19, el Gobierno de España, a través de la Sociedad Estatal de Participaciones Industriales (SEPI), otorgó a la empresa una ayuda de 340 millones de euros. La compañía empezó a devolver el préstamo en febrero de 2024.

## Accionariado
| Accionista                                 | Porcentaje | Sociedad                                             | Porcentaje | Control |         |
| ------------------------------------------ | ---------- | ---------------------------------------------------- | ---------- | ------- | ------- |
| José Lladó                                 | 37,19%     | Araltec, S.L.                                        | 31,99%     | 93,18%  |         |
| José Lladó                                 | 37,19%     | Aragonesas Promoción de Obras y Construcciones, S.L. |            | 5,10%   | 75,730% |
| Azvalor Asset Management                   |            | 5%                                                   |            |         |         |
| Fondo de Pensiones del Gobierno de Noruega | 4,31%      | Norges Bank Investment Management                    | 4,31%      | 4,31%   |         |
| BlackRock                                  | 3,06%      |                                                      |            |         |         |

## Administración

### Consejo de Administración
| Cargo               | Denominación                   |
| ------------------- | ------------------------------ |
| Presidente de Honor | José Lladó Fernández-Urrutia   |
| Presidente          | Juan Lladó Arburúa             |
| Vicepresidente      | José Manuel Lladó Arburúa      |
| Consejero           | Jose Nieto de la Cierva        |
| Consejero           | Alfredo Bonet Baiget           |
| Consejero           | William Blaine Richardson      |
| Consejera           | Silvia Iranzo Gutierrez        |
| Consejera           | Petra Mateos Morales-Aparicio  |
| Consejera           | Inés Andrade Moreno            |
| Consejero           | Ignacio Sánchez-Asiaín García  |
| Consejero           | Pedro Luis Uriarte Santamarina |